# Alpes Cusianos
Los Alpes Cusianos (en italiano, Alpi Cusiane), son un supergrupo de los Alpes Peninos. 
Constituyen la parte sureste de los Alpes Peninos. Se encuentran entre el Piamonte.

## Delimitación
Lindan:
- al norte con los Alpes del Monte Rosa (en la misma sección alpina) y separados por el río Mastallone, el puerto del Tesslu (llamado también Bocchetta Stretta[2]) y el río Strona de Omegna;
- al este con el Lago Maggiore;
- al sur con la Llanura padana;
- al oeste con los Alpes Bielleses y separados por el río Sesia;

Girando en sentido de las agujas del reloj, los límites geográficos son: Varallo Sesia, el río Mastallone, el puerto del Teslu, el río Strona de Omegna, Gravellona Toce, el Lago Maggiore, la Llanura Padana (línea Arona-Gattinara), el río Sesia.

## Subdivisión
Según la definición de la SOIUSA los Alpes Cusianos son un supergrupo, separados por el puerto de la Bocchetta del Croso (1.943 m) y con la siguiente clasificación:
- Gran parte = Alpes occidentales
- Gran sector = Alpes del noroeste
- Sección = Alpes Peninos
- Subsección = Alpes Bielleses y Cusianos
- supergrupo = Alpes Cusianos
- Código = I/B-9.IV-B

Según la SOIUSA los Alpes Cusianos se subdividen en dos grupos:
- Costiera Capio-Massa del Turlo (B.3)
- Macizo del Mottarone (B.4)

## Cimas principales
Entre las cimas comprendidas en los Alpes Cusianos se pueden mencionar las siguientes montañas:
- Cima Altemberg - 2394 m
- Monte Capio - 2172 m
- Massa del Turlo - 1960 m
- Monte Croce - 1643 m
- Mottarone - 1491 m
- Monte Mazzocone - 1424 m
- Monte Piogera - 1249 m
- Monte Briasco - 1185 m
- Monte Mazzarone - 1142 m
- Monte del Falò - 1080 m
- Monte Cornaggia - 921 m
- Monte Fenera - 899 m

## Galería
|  |  |  |